# Jataba
Jataba (andere Schreibweise: Jattaba) ist eine Ortschaft im westafrikanischen Staat Gambia.
Nach einer Berechnung für das Jahr 2013 leben dort etwa 848 Einwohner.

## Geographie
Jataba liegt in der Lower River Region im Distrikt Kiang West. Der Ort liegt rund 86 Kilometer von der Hauptstadt Banjul entfernt.

## Persönlichkeiten

### Ehrenbürgerinnen von Jattaba
- Xenia Hügel (Literaturautomat),[4] Philanthropin,[5][6][7][8] Autorin[9]
- Hana Nitsche (* 1985), Model[10]